# Îles du Salut
Îles du Salut är öar i Franska Guyana (Frankrike). De ligger i den norra delen av landet, 50 km nordväst om huvudstaden Cayenne. Arean är 0,62 kvadratkilometer. Den sträcker sig 0,6 kilometer i nord-sydlig riktning, och 0,6 kilometer i öst-västlig riktning.